# Andrea Calmo
Andrea Calmo, né à Venise en 1510 et mort dans la même ville le 23 février 1571) est un écrivain polygraphe et dramaturge vénitien, également comédien et poète.

## Biographie
Il est douteux qu'Andrea Calmo soit né dans une famille de pêcheurs comme l'indiquent des notices biographiques. Il est plus probablement issu de la petite bourgeoisie vénitienne. Ses amis sont des écrivains et des peintres comme Anton Francesco Doni, Pietro Aretino et le Tintoret qui exécutera pour lui de nombreux décors, des constructions éphémères pour ses spectacles.
Il est l'écrivain et le comédien talentueux de comédies qui sont représentées sur scène jusqu'à son retrait en 1560.
On a retrouvé de sa main quatre livres en dialecte vénitien, dialogués avec esprit, qui témoignent du goût vénitien du Cinquecento et qui ont constitué à l'époque une partie du répertoire pour la commedia dell'arte.
Également pour le théâtre, Andrea Calmo écrit quatre églogues facétieuses et pastorales dans sa langue maternelle (1553).
Il écrit aussi des vers en dialecte vénitien, sur le modèle de Pétrarque : le bizarre, la faconde et les rimes ingénieuses des pêcheurs, dans laquelle on trouve des sonnets, des stances, des chapitres, des madrigaux, des épitaphes et des chansons.
Il commente également de manière parodique deux sonnets composés à la manière de Pétrarque, dans sa langue d'origine (Venise, 1553).
Andrea Calmo rassemble autour de lui des intellectuels vénitiens dans un courant de pensée qui voulait imposer un style moderne d’écriture, les Polygraphes (I poligrafi), où se rencontraient  entre autres, Ludovico Dolce, Francesco Sansovino ou Girolamo Ruscelli.

## Œuvres
- La Rodiana jouée en 1540
- Il Travaglia a été composé en 1545 et publiée en 1601
- La Spagnolas, comedia, Venise, Stephano e Battista cognati, 1549, 24 ff.
- Il Saltuzza, peut-être sa première comédie, est publié en 1551
- La Fiorina comedia facetissima, giocosa, et piena di piacevole allegrezza, Venise, Giovanni Battista Bertacagno, 1553, 30 p. ; la comédie imite la pièce homonyme de Ruzzante.
- La Pozione, en 1552, où est reprise la trame de La Mandragore de Nicolas Machiavel.